# Параграф
Параграф је самостална јединица писаног дискурса која је у корелацији са темом, идејом, одређеним појмом или аутором.
Почетак параграфа одређен је почетком новог реда и завршетком који не прелази у нови пасус. Понекад је нови ред увучен, а дешава се да постоји увучени део и када се не почиње нови ред. У различитим временима почетак параграфа се обележавао знаком пилкроу.

## Структура параграфа
Параграфи су структурирани на различите начине у зависности од начина писања. У не строго формом фиксираном стилу, параграф почиње главном изјавом, за којом следе реченице које је поткрепљују. Овакав параграф полази од општег ка посебном како би одређена тема или аргументација била подробније објашњена. Сваки параграф је изграђен на ономе што му претходи и припрема терен за оно што му следи. Обично садржи 4-8 реченица које заједно чине параграфски исказ/целину.
У прозно фиксираном параграфу, посебно књижевним текстовима, структура параграфа је више апстрактна, зависна од умећа аутора или динамичности приповедачког дела текста. Чињенице и делови нарације су уређени тако да постижу покретљивост и подржавају реторичке фигуре. У прози, параграф може почети једним детаљем, а да касније слику проширује сукцесивним детаљима. Фокус параграфа може се наћи на средини, пред крај или на самом крају последње реченице параграфа.
Параграф по дужини може бити једнак реченици, а исто тако се може простирати и на више страна. У уџбеницима, нови параграф почиње увучено два прста и без прореда између параграфа.
Већина издавача праве веће размаке између одељака када се у тексту наиђе на промену сцене. Већа бела површина на страници обично се (посебно у случају завршетка стране) попуњава астериском, са три астериска, посебним стилизованим дингбат знаком или пак посебним симболом - астеризмом.

## Параграф у-у
Параграф се у HTML-у обележава простом етикетом <> за почетак параграфа и </> за крај. Етикета се не мора затворити, јер поновним отварањем етикете <> почиње нови параграф.

## Ентер
Ентер је пауза, прекид, велика бела празнина у параграфу настала коришћењем програма за писање. Разлика између тешког и меког враћања је у томе што тешким почиње нови параграф.
- Обично, већи празан простор и увучени први ред морају постојати.
- Ред који следи не сме бити „сироче“, а ред који претходи „удовица“, ако се пише у програму који је подешен да контролише то.

У већини програма за писање (енгл. word processors) аутоматски се прелази у нови ред, тако да меко враћање ни не постоји, а притиском на тастер ЕНТЕР, почиње нови параграф.
Израз је настао комбиновањем друга два израза устаљена код писаћих машина и првих штампача. Тада се прелазак на почетак на нови ред обављао у две одвојене операције, померање ваљка за један ред и померање колица са главом за штампу у положај на почетак реда. Зато се овај механички покрет, као и код писаћих машина, звао повратак (Return). Прелазак у нови ред и остављање празнине служи за организовање и структурирање текста у циљу логичког организовања и боље читљивости. 
Због тога постоји разлика између прекида и преласка у нови ред који представља прелазак у нови параграф (Hard Return или тешки повратак) и прекида који представља уметање празнине (Soft Return или меки повратак).

## Детаљи
У литератури, детаљи су мали информативни делови или делови информације унутар параграфа. Детаљ је ту да би, најчешће, поткрепио главну идеју. У одељку из дела др Семјуела Џинсона „Животи енглеских песника“ који следи, прва реченица је главна идеја, а реченице које јој следе су детаљи који поткрепљују и разрађују главну идеју на посебан начин.
Као описивач живота и особина (начина, манира), морало му је бити дозвољено да заузме место најбољег међу најбољима. Његов хумор, само њему својствен, који је Стил опсервирао, био је, срећа, тако раширен и оберучке прихваћен, да је дао изузетне новитете домаћој сцени и свакодневним догађајима.....